# Stratumse Poort
De Stratumse Poort is een van de drie voormalige stadspoorten van Eindhoven. De stadspoort was onderdeel van de stadsomwalling van Eindhoven.
De stadspoort stond bij een brug over de stadsgracht naast de rivier de Dommel en beveiligde de toegang tot de stad. De Stratumse Poort was een van de weinige stenen constructies in het middeleeuwse Eindhoven.

## Vondst
Bij archeologisch onderzoek op het Stratumseind waren in 2020 resten gevonden van de Stratumse Poort. Bij de opgravingen werden houten palen aangetroffen die deel uitmaakten van een oude brug over de voormalige stadsgracht. Ook waren er delen van de beschoeiing gevonden.
 Aan de hand van de metselmethode en het type baksteen dat werd gebruikt, konden de archeologen de muur dateren in de 14e of 15e eeuw.
De stadspoort van Eindhoven was voorheen enkel bekend van een middeleeuwse kaart. Tijdens rioleringswerkzaamheden in de jaren vijftig stuitten archeologen op delen van deze poort, maar er werd destijds geen verdere actie ondernomen. Volgens gemeentelijk archeoloog Peter de Boer werden er destijds geen documentatie of foto's van deze vondst gemaakt.
Het gat met de resten van de stadspoort zijn naderhand afgedekt met zand en bestrating. De archeologen verwachten dat er in de toekomst betere technieken beschikbaar zullen zijn om de poort veilig op te graven.